# رافائل مندیلوتسه
رافائل مندیلوتسه (انگلیسی: Rafael Mendiluce; ۳۱ ژوئیهٔ ۱۹۳۹ – ۲۹ مهٔ ۲۰۱۴) بازیکن فوتبال اهل اسپانیا بود.
از باشگاه‌هایی که در آن بازی کرده‌است می‌توان به باشگاه فوتبال رئال سوسیداد اشاره کرد.